# شاه‌ولدلی (جبراییل)
شاه‌ولدلی (به لاتین: Şahvələdli) یک منطقهٔ مسکونی در جمهوری آذربایجان است که در شهرستان زنگلان واقع شده‌است.